# Condizione della donna in Arabia Saudita

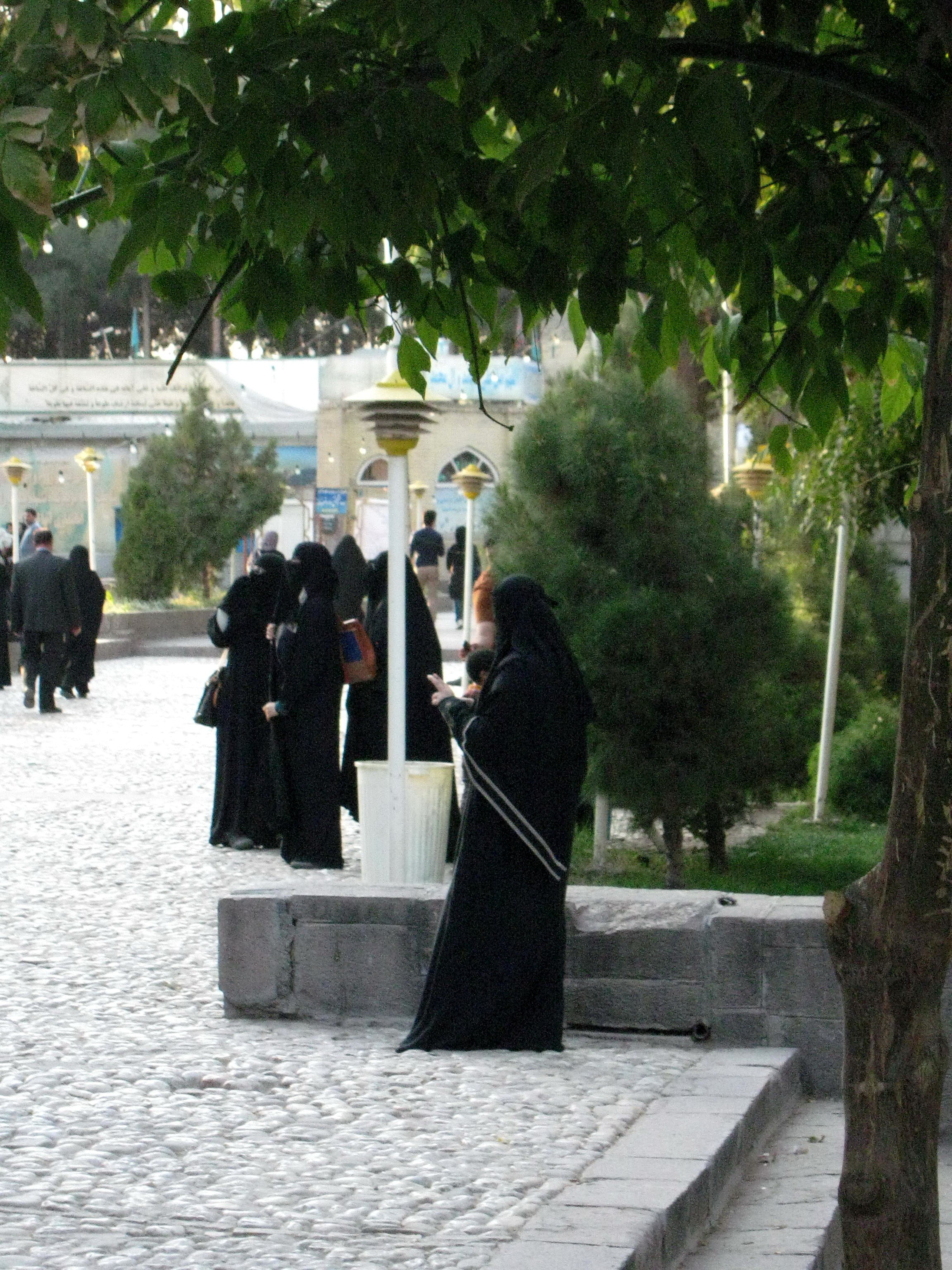
Donne in niqab scattano delle fotografie davanti alla moschea Mohammad al Mahruq in Arabia Saudita

I diritti delle donne in Arabia Saudita sono molto limitati rispetto a quelli degli altri paesi vicini, anche se migliorati leggermente rispetto a prima.
Nel Global Gender Gap Report 2016 del World Economic Forum l'Arabia Saudita si è classificata 141ª su 144 paesi rispetto alla parità di genere, un peggioramento rispetto al 134º posto su 145 che aveva conseguito nel 2015 (anno della concessione del voto alle donne, ottenuto molti anni dopo rispetto agli altri paesi). Nel 2018 occupa la stessa posizione.
L'Economic and Social Council (ECOSOC) delle Nazioni Unite ha eletto l'Arabia Saudita alla Commissione delle Nazioni Unite sullo status delle donne per il periodo 2018–2022.
Nel 2019 il Global Gender Gap Report posiziona l'Arabia Saudita 146ª su 153 Paesi analizzati, sotto il Libano di una posizione e sopra il Ciad di una posizione, con un ranking di 0,599 su un punteggio che va da 0,000 a 1,000. La posizione è migliorata rispetto al 2006, quando il punteggio era di 0,524 su 1 e la posizione era 114ª. La partecipazione economica è passata da 0,240 (2006, 115ª posizione) a 0,375 (2019, 148ª posizione). Il 24,6% delle donne fanno parte della forza lavoro in Arabia Saudita (13% nel 2015). Il 16,4% dei manager, legislatori e personalità importanti sono donne. Il tasso di alfabetizzazione è del 92,7% (97,1% gli uomini). Il 97,1% delle donne ha completato gli studi primari, l'84,2% gli studi secondari, il 68,9% ha conseguito una laurea. Il 19,9% dei componenti del Parlamento è composto da donne, lo 0% dei ministri sono donne. L'età media per avere un figlio è di 32,2 anni e il numero di figli per donna sono 2,34. 17 donne su 100.000 muoiono di parto naturale. In un paese estremamente conservatore, in cui vige la sharia e in cui si assistono a continue violazioni dei diritti umani, rimane difficilissima l'emancipazione femminile. Nel 2021 la sua posizione sale al 147º posto su 156 paesi analizzati, con un punteggio di 0,603 su 1,000.
Secondo un sondaggio effettuato nel 2014, l'11% degli intervistati musulmani ha ritenuto giusto che le donne indossassero obbligatoriamente il burqa in mezzo alla strada, il 63% ha optato per il niqab, l'8% ha preferito lo chador, il 10% ha affermato che le donne dovrebbero coprire il loro capo con l'al-amira, il 5% ha scelto l'hijab mentre solo il 3% ha affermato che una donna dovrebbe girare a testa scoperta. Il 47% ha affermato che una donna dovrebbe sempre scegliere come vestirsi, a prescindere dalle norme sociali nel paese.
Nonostante la stragrande maggioranza delle donne indossi il niqab, in Arabia Saudita non vi è alcuna legge che obblighi le donne ad indossare il velo. Gli unici due paesi sono invece Iran e Afghanistan.
Delitti d'onore e molestie sono all'ordine del giorno. Nell'aprile 2021 la 19enne Hadeel Al-Harithi è stata data alle fiamme e uccisa da suo marito e suo fratello solo per aver avuto un account Tiktok attivo.

## Diritti e limitazioni delle donne saudite
La causa di un così basso punteggio ottenuto dall'Arabia Saudita nell'ambito della succitata classifica è da ricondurre ad alcune limitazioni nell'ordinamento della società oggi considerate insensate e assurde. 

## Ultimi anni

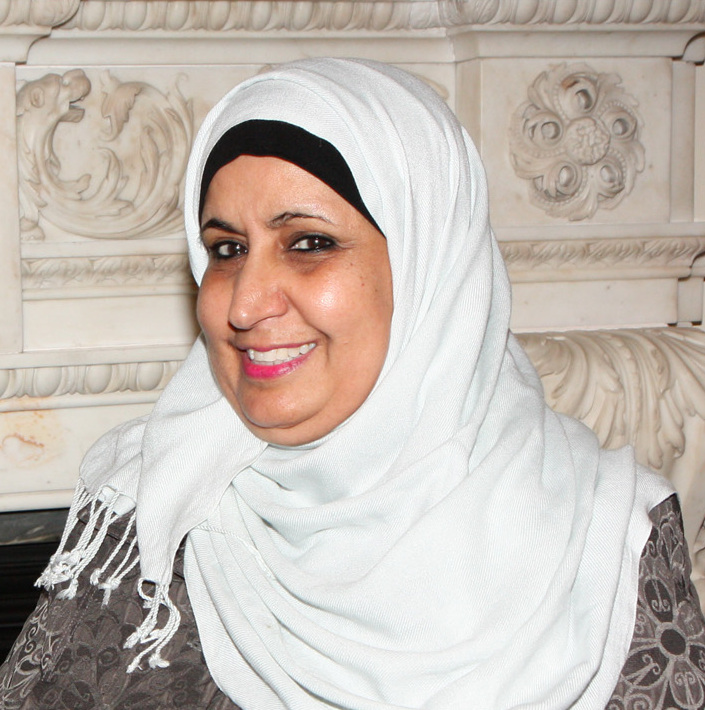
Noura Abdullah Al Fayez, la prima donna a ricoprire la carica di vice-ministro in Arabia Saudita (2009)

Negli ultimi anni, assieme a notizie abbastanza negative per quanto riguarda la pena di morte e i diritti umani, sono giunte anche notizie piuttosto positive per quanto riguardano i diritti delle donne.
Di per giunta per la prima volta, il 18 aprile 2018, le donne possono recarsi nei cinema assieme agli uomini, dopo la loro messa al bando nel 1980 dopo i fatti della Mecca del 1979.
L'Arabia Saudita era l'unico paese al mondo dove alle donne non veniva permesso, oltre ad assistere a spettacoli sportivi maschili, di guidare veicoli a motore. 

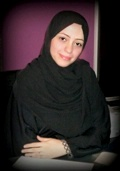
Samar Badawi, attivista saudita per i diritti umani

In seguito alle proteste di varie attiviste e alla mobilitazione di molte donne saudite del movimento Women to drive, il 26 settembre 2017 (in vista anche del piano di riforme Vision 2030 che ha l'obiettivo di modernizzare a piccoli passi lo stile di vita saudita giudicato, da gran parte degli osservatori musulmani e non, estremamente conservatore), il re Salmān ha emanato un decreto per consentire alle donne di guidare.
9 mesi dopo, dal 23 giugno 2018, dopo 28 anni di divieto, le donne saudite infatti hanno di nuovo ottenuto il diritto di guidare, sempre però con il consenso del wali.
Il 2019 è stato un anno molto importante per le donne saudite. A gennaio, durante i mondiali, le donne hanno avuto accesso per la prima volta allo stadio. Alcune di loro sono entrate a volto scoperto e alcune di loro anche con le maniche tirate sopra, cosa banale ma molto importante in un paese come l'Arabia Saudita.
Da maggio, a Gedda, per la prima volta le donne hanno potuto partecipare alla maratona assieme agli uomini, anche se con il capo coperto e una tunica leggera che le copriva fino ai piedi.
Dal mese successivo la donna saudita può esercitare la funzione di notaio nel regno. Il dicastero della Giustizia ha avviato il reclutamento di funzionari donne come consulenti legali, ricercatrici e legislatrici per la prima volta: questo passo, riferiscono le fonti, è teso a sviluppare un'amministrazione pubblica femminile come parte della nuova struttura del ministero.
Nel mese di luglio è stata proposta una legge volta ad abolire la presenza del mahram per le donne per quanto riguarda il viaggiare da sole. Anche se questa legge dovesse passare, le donne, in ogni caso, dovranno chiedere al proprio tutore l'autorizzazione per sposarsi ed uscire di prigione (è diventata legge ad inizio agosto).
Il 9 dicembre 2019 il Governo Saudita ha annunciato di aver abrogato alcune disposizioni per quanto riguarda la segregazione dei sessi nei ristoranti e nei luoghi pubblici.
Dal gennaio 2022 anche le donne potranno esercitare la mansione di tassista all'interno del Regno.

## Donne in politica
Il 14 febbraio 2009, infatti, Norah Al Faiz, all'età di 53 anni, diventa la prima donna a ricoprire la carica di vice ministro in Arabia Saudita, con la carica di vice ministro dell'istruzione (al 2023 nessuna donna al momento ha mai ricoperto la carica di ministro o alte cariche dello Stato in Arabia Saudita). Nell'attuale governo non vi è nessuna donna che ricopra la carica nemmeno di viceministro.
Nel 2012 Souad al-Shammari diventa la prima donna autorizzata a difendere le donne davanti alla Corte Saudita. L'anno successivo Arwa Al-Hujaili diventa la prima donna praticante avvocato nel Paese. In contemporanea, Bayan Mahmoud Al-Zahran diventa la prima donna avvocato.
Nel 2013, comunque, tre donne sono state nominate vicepresidenti di tre commissioni: Thurayya Obeid è stata nominata vicepresidente della commissione per i diritti umani e le petizioni; Zainab Abu Talib, vicepresidente della commissione per l'informazione e la cultura; e Lubna Al Ansari vicepresidente della commissione per la salute e l'ambiente.
Il 12 dicembre 2015 per la prima volta le donne hanno votato e sono state elette nelle cariche amministrative. Salma Biz Hizab al-Oteibi è diventata la prima donna eletta in Arabia Saudita, ottenendo un seggio nel consiglio di Madrakah nella provincia della Mecca. Venti le donne elette nei consigli municipali durante quelle elezioni.
A febbraio 2018, con la nascita del nuovo governo, Tamader Al Rammah Yousef Mogbel Al Rammah è stata nominata vice ministro del Lavoro. Laureata all'università di re Saud, con un master ottenuto all'università di Wales Bangor e un dottorato di ricerca in ingegneria medica e radiologia all'università di Manchester, ha lavorato nella Commissione per i Diritti Umani saudita. È la seconda viceministro donna, ed ha ricoperto tale incarico fino all'agosto 2019.
Nel mese di febbraio 2019 l’Arabia Saudita ha nominato la sua prima ambasciatrice donna: la principessa Rima bint Bandar al Saud, conosciuta per difendere i diritti delle donne nel paese: sarà l'ambasciatrice saudita degli Stati Uniti.
Da ottobre 2019  le donne saudite possono arruolarsi all'esercito, anche se possono al massimo coprire la carica di sergente. Dallo stesso mese possono anche prenotare da sole in un albergo con il solo loro documento di identità, e condividere la loro stanza con un loro fidanzato o non familiare.
Il 3 luglio 2022 Shihana Al Azzaz viene nominata vice segretario generale del gabinetto saudita e la principessa Haifa bint Mohammad Al Saud  diventa vice ministro del turismo del Regno arabico.